# Aphelia (альбом)
Aphelia — шестой студийный альбом немецкой готик-металической группы Scream Silence, вышедший в 2007 году.

## Стиль, отзывы критиков
Уве Маркс из немецкого журнала Sonic Seducer оценил альбом как «почти идеальный», отметив, что на нём Scream Silence продемонстрировали уникальность собственного звучания. Единственным недостатком диска рецензент счёл «избыток пафоса», однако, по его мнению, альбом в целом очень хорош, качественно записан и может прийтись по вкусу любителям самой разнообразной музыки — от метала до готики и даже инди-рока.

## Список композиций
| №                   | Название                         | Длительность |
| ------------------- | -------------------------------- | ------------ |
| 1.                  | «My Eyes»                        | 7:07         |
| 2.                  | «Harvest»                        | 3:57         |
| 3.                  | «Kerosene»                       | 3:58         |
| 4.                  | «The Vitriol»                    | 4:38         |
| 5.                  | «Nothingness»                    | 5:46         |
| 6.                  | «My Tenebrous Illusion»          | 3:56         |
| 7.                  | «Unspoken»                       | 6:33         |
| 8.                  | «In Every Sin»                   | 3:22         |
| 9.                  | «Riders»                         | 4:21         |
| 10.                 | «Aphelia»                        | 12:46        |
| 11.                 | «Harvest (live bonus track)»     | 4:57         |
| 12.                 | «Consolation (live bonus track)» | 4:09         |
| 13.                 | «Immortal (live bonus track)»    | 5:14         |
| Общая длительность: | Общая длительность:              | 70:51        |

## Участники записи
- Харди Фитинг — вокал
- Роберт Клауш — гитара
- Рене Гёдде — гитара
- Хаген Шнеефойгт — бас-гитара
- Хейко Вольф — ударные